# Al-Hakīm at-Tirmidhī

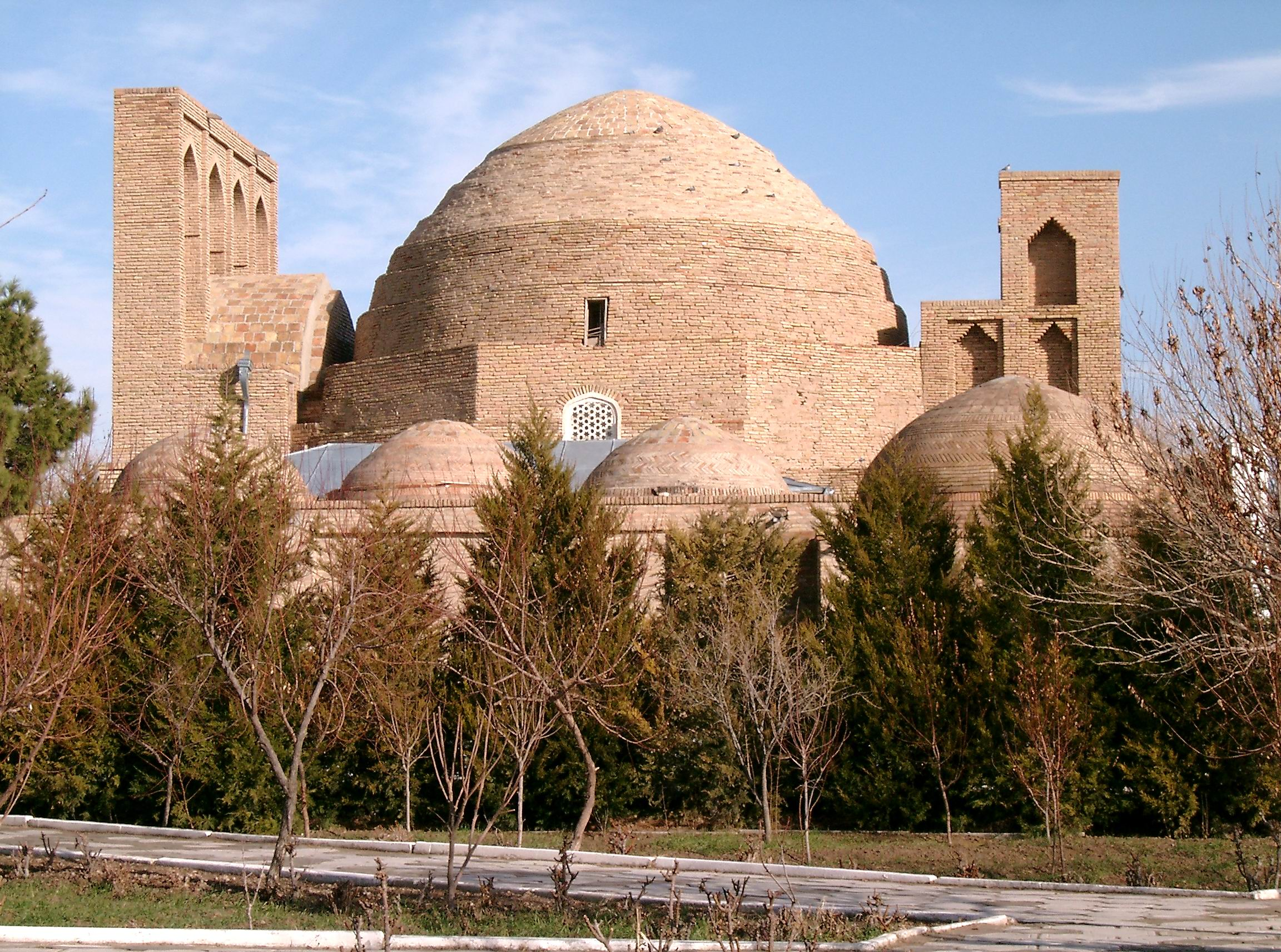
Das Grabmausoleum von al-Hakīm at-Tirmidhī in Termiz

Abū ʿAbdallāh Muhammad ibn ʿAlī al-Hakīm at-Tirmidhī (arabisch ابو عبد الله محمد بن علي الحكيم الترمذي, DMG Abū ʿAbdallāh Muḥammad ibn ʿAlī al-Ḥakīm at-Tirmiḏī geb. zw. 820 und 830 in Tirmidh, gest. zwischen 905 und 930) war ein islamischer mystischer Denker und Schriftsteller in Chorasan. In seinen zahlreichen Werken, die er auf Arabisch verfasste, beschäftigte er sich mit verschiedenen Fragen zum Verhältnis zwischen Gott, dem Kosmos und der sittlichen Vervollkommnung des Menschen. Darüber hinaus hat er eine Beschreibung seines mystischen Weges hinterlassen, die die erste Autobiographie eines islamischen Mystikers überhaupt darstellt. Besonders einflussreich war at-Tirmidhī mit seiner Theorie von der „Gottesfreundschaft“ (wilāyat Allāh). Auch wenn ihn spätere Gelehrte als Sufi beschrieben, stand er selbst außerhalb der Sufik.

## Leben
Al-Hakīm at-Tirmidhī wurde zwischen 820 und 830 in eine Theologenfamilie hineingeboren. Wie er in seiner Autobiographie berichtet, erhielt er mit acht Jahren Unterricht in Jurisprudenz (ʿilm ar-raʾy) und Traditionswissenschaft (ʿilm al-āṯār). Höchstwahrscheinlich war sein Vater ʿAlī ibn al-Hasan sein wichtigster Lehrer. Er nennt ihn am häufigsten als seinen Gewährsmann im Hadith.
Eine Neigung zur Mystik entwickelte at-Tirmidhī erst, als er im Alter von 28 Jahren auf Wallfahrt ging. Nach seiner Rückkehr in seine Heimatstadt hörte er von Leuten, die „Leute der Erkenntnis“ (ahl al-maʿrifa) genannt wurden, und ihm fiel ein Buch des syrischen Asketen Ahmad ibn ʿAmr al-Antākī in die Hände, aus dem er etwas über die Dressur der Triebseele (riyāḍat an-nafs) lernte. In der Folgezeit erlebte at-Tirmidhī zahlreiche Träume, in denen er Gottes Gegenwart zu spüren meinte.
Nachdem er selbst mehrere Werke zur islamischen Mystik verfasst hatte, denunzierten ihn ungefähr um 870 die Gelehrten der Stadt beim Statthalter (wālī) von Balch, dass er über Gottesliebe (ḥubb) spreche, die Menschen verderbe, ketzerische Neuerungen einführe und das Prophetentum (nubūwa) beanspruche. Er wurde daraufhin nach Balch beordert und musste schriftlich zusichern, dass er fortan nicht mehr über Liebe reden werde. Nach adh-Dhahabī bildeten seine beiden Schriften Ḫatm al-auliyāʾ und ʿIlal aš-šarīʿa die Grundlage für die Anklage.
At-Tirmidhī führte mit dem bekannten sufischen Prediger Yahyā ibn Muʿādh ar-Rāzī (gest. 871) aus Rey Streitgespräche über die Gottesfreundschaft und stand im Briefkontakt zu den beiden Malāmatīya-Scheichen Abū ʿUthmān al-Hīrī (gest. 910) in Nischapur und Muhammad ibn al-Fadl (gest. 931) in Samarkand.
Wie at-Tirmidhī in seiner Autobiographie erzählt, hatte seine Frau am 21. Dhū l-Qaʿda 269 d.H. (= 1. Juni 883 n. Chr.) einen Traum, der ihn zu der Auffassung gelangen ließ, dass er den Rang der vierzig „Erzgerechten“ (ṣiddīqūn) erreicht habe. Für at-Tirmidhī waren die vierzig Erzgerechten die wahren Nachfolger des Propheten, die auch eine kosmologische Bedeutung haben, weil nur durch sie die Erde Bestand hat.
Nach Tādsch ad-Dīn as-Subkī lehrte at-Tirmidhī noch im Jahre 325 d.H. (= 898 n. Chr.) in Nischapur Hadith. Nach diesem Datum sind keine weiteren Ereignisse mehr aus seinem Leben bekannt.
Die Angaben über at-Tirmidhīs Sterbedatum sind verworren. Nach Ibn Hadschar al-ʿAsqalānī lebte er noch 930. Yves Marquet hält ein Datum zwischen 936 und 938 für den wahrscheinlichsten Sterbezeitpunkt. Radtke setzt in seiner Monographie den Tod at-Tirmidhīs zwischen 907 und 922 an, nennt aber an anderen Stellen abweichende Daten. Geneviève Gobillot meinte 1994, dass sich ein Konsensus darüber eingestellt habe, dass at-Tirmidhī im Jahre 930 verstorben ist.

## Werke
Insgesamt haben sich von at-Tirmidhī 80 Werke erhalten. Von diesen haben die folgenden besondere Beachtung gefunden:
- Kitāb Ḫatm al-auliyāʾ („Buch über das Siegel der Gottesfreunde“), sein Hauptwerk, das am Ende eine Reihe von 162 Fragen enthält.[20] Muhyī d-Dīn Ibn ʿArabī verfasste zu diesem Werk einen Kommentar, in dem er die Fragen at-Tirmidhīs beantwortete. Das Buch galt lange als verloren, bis ʿUthmān Yahyā zwei Handschriften davon in Istanbul entdeckte und diese 1965 zusammen mit Ibn ʿArabīs Kommentar edierte. Bernd Radtke erstellte 1992 eine Neuedition des Textes unter dem Titel Kitāb Sīrat al-Auliyāʾ („Buch über das Leben der Gottesfreunde“), bei der er zwei weitere Handschriften berücksichtigte, den Kommentar Ibn ʿArabī jedoch wegließ.[21]
- Al-Farq baina l-āyāt wa-l-karāmāt, eine Abhandlung über den Unterschied zwischen den Wunderzeichen der Propheten und den Wundern der Gottesfreunde.[22]
- Iṯbāt al-ʿilal („Feststellung der Gründe“). In dieser Schrift, die auch unter den Titeln ʿIlal aš-šarīʿa („Die Gründe für die Scharia“) bzw. ʿIlal al-ʿubūdīya („Die Gründe für den Gottesdienst“) bekannt ist, versuchte at-Tirmidhī, die kultischen Vorschriften des Islams rational zu erklären. Dies soll einer der Gründe für seine Vertreibung aus Tirmidh gewesen sein.[23] Der Text wurde 1998 von Ḫālid Zahrī in Rabat ediert. Digitalisat
- Kitāb al-Akyās al-muġtarrīn („Buch über die verblendeten Schlauen“), eine Schrift mit nach Berufen geordneten Beispielen von Täuschungen in religiösen Fragen, das die verschiedenen Formen der Heuchelei brandmarkt und die Hiyal der Kasuisten bekämpft.[24]
- Kitāb Riyāḍat an-nafs („Buch über die Bändigung der Triebseele“), Traktat über Fragen der Anthropologie und des mystischen Pfades. Es wurde 1947 in Kairo von A.J. Arberry und ʿAbd al-Qādir ediert.[25]
- Nawādir al-uṣūl fī maʿrifat aḫbār ar-rasūl („Seltene Grundlagentexte zur Kenntnis der Nachrichten über den Gottesgesandten“), at-Tirmidhīs umfangreichstes Werk, das in 291 thematisch gefassten Kapiteln jeweils einschlägige Hadithe präsentiert und mystisch kommentiert.[26]
- Bayān al-farq baina ṣ-ṣadr wa-l-qalb, psychologischer Traktat über den Unterschied zwischen der  Brust (ṣadr), dem Herzen (qalb), dem inneren Herzen (fuʾād) und dem Intellekt (lubb).[27]
- Ġaur al-umūr („Die Tiefe der Dinge“), Traktat über die spirituelle Anthropologie, die Präexistenz der Seelen, die Gotteserkenntnis und den Begriff der wahren Liebe, in dem eine eigene Theorie von der Fitra entworfen wird. Demnach setzt sich die Fitra aus fünf Elementen zusammen: dem Verständnis (fahm), der Vernunft (ḏihn), der Schläue (ḏakāʾ), der Gedächtniskraft (ḥifẓ) und dem Wissen (ʿilm). Diese Gaben soll Gott im Menschen niedergelegt haben, als er am Anfang der Zeiten Adam erschuf und ihm Geist einhauchte.[28] Das Buch wurde von Geneviève Gobillot ediert[29] und ins Französische übersetzt.[30] Nach Auffassung Bernd Radtkes stehen die Aussagen dieses Werks in krassem Widerspruch zu den Lehren, die at-Tirmidhī in seinen übrigen Werken vertritt. Deswegen und wegen verschiedener Anachronismen in den Isnaden vermutet er, dass das Werk nicht wirklich von at-Tirmidhī stammt, sondern ihm nur nachträglich zugeschrieben wurde.[31]
- Badʾ šaʾn Abī ʿAbdallāh („Der Beginn der Angelegenheit Abū ʿAbdallāhs“), Autobiographie, die sich nur in einer einzigen Handschrift in Ankara erhalten hat.[32] Sie wurde 1950 von Hellmut Ritter entdeckt, im Jahre 1965 erstmals von ʿUthmān Yahyā ediert und 1994 von Bernd Radtke ins Deutsche übersetzt und kommentiert. Der Text enthält zahlreiche Traumberichte.[33]
- In Leipzig hat sich darüber hinaus eine Handschrift mit Äußerungen at-Tirmidhīs zu 132 Streitfragen (masāʾil) erhalten. Diese Handschrift Ms. Leipzig 212 ist unter dem Titel ad-Durr al-maknūn fī asʾilat mā kān wa-mā yakūn („Die verborgene Perle über die Fragen der Vergangenheit und Zukunft“) überliefert und enthält auch einzelne Briefe at-Tirmidhīs sowie Bruchstücke aus anderen seiner Werke.[34]

Alle Werke at-Tirmidhīs sind auf Arabisch verfasst, allerdings greift er an manchen Stellen auf persische Ausdrücke zurück.

## Lehre

### Die Lehre von den Gottesfreunden
At-Tirmidhī arbeitete in seinen beiden Büchern Kitāb Ḫatm al-Auliyāʾ und al-Farq baina l-āyāt wa-l-karāmāt das Konzept der „Gottesfreundschaft“ aus. Die Gottesfreunde (auliyāʾ Allāh) werden zwar schon in den Schriften des Bagdader Sufis Abū Saʿīd al-Charrāz (gest. vor 899) und des Traditionalisten Ibn Abī Dunyā (gest. 894) erwähnt, doch behandelte at-Tirmidhī das Konzept zum ersten Mal in systematischer Weise. In Ḫatm al-Auliyāʾ zählt er insgesamt sieben Zeichen auf, an denen sich die Gottesfreunde erkennen lassen:
1. Es sind Menschen, die, wenn sie erblickt werden, an Gott denken lassen.
2. Sie besitzen die „Macht der göttlichen Wahrheit“ (sulṭān al-ḥaqq), so dass ihnen niemand widerstehen kann.
3. Sie besitzen die Hellsichtigkeit (firāsa).
4. Sie haben die Gabe der Eingebung (ilhām).
5. Der Mensch, der ihr Feind ist, wird zu Boden geschmettert und erleidet ein böses Geschick.
6. Sie werden von allen Menschen gelobt, außer von denjenigen, die neidisch sind.
7. Ihr Gebet wird erhört und sie können Wunderzeichen vollbringen wie das Verkürzen von Raum und Zeit, das Wandeln über das Wasser und das Sprechen mit al-Chidr.[37]

At-Tirmidhī bezeichnet die Wunderzeichen, an denen man die „Gottesfreunde“ erkennen kann, auch als karāmāt („Gunstbezeigungen, Ehrungen“). Diese stellt er den Prophetenwundern, die als muʿǧizāt bezeichnet werden, gegenüber. Denjenigen, die die karāmāt, die Gunstbezeigungen Gottes an die Gottesfreunde, ablehnen, wirft er mangelnden Glauben vor. Zum Nachweis dafür, dass Gott auch Nicht-Propheten mit Wundern auszeichnen kann, beruft er sich auf das koranische Vorbild von Maria sowie von „demjenigen, der Wissen aus der Schrift besaß“ (Sure 27:40) und König Salomo auf wunderhafte Weise den Thron von Bilqīs, der Königin von Saba, herbeibrachte.
Nach Vorstellung at-Tirmidhīs steht al-Chidr, „der über die Erde geht, über ihr Festland und Meer, über ihre Ebenen und Gebirge, um seinesgleichen zu suchen, aus Sehnsucht nach solchen“, in einem besonders engen Verhältnis zu den Gottesfreunden. Dieses bildet seiner Ansicht nach auch den eigentlichen Grund für sein Fortleben. So schreibt er:

„In Bezug auf sie (sc. die Gottesfreunde) gibt es über Chidr eine wunderliche Geschichte. Er hatte nämlich schon am Urbeginn (der Schöpfung), als die Schicksalsanteile verteilt wurden, gesehen, wie es mit ihnen werden sollte. Da regte sich in ihm der Wunsch, ihr Wirken auf Erden noch zu erleben. Es wurde ihm ein langes Leben beschieden, dass er sich mit dieser Gemeinschaft zur Auferstehung versammeln wird.“

Nach Hudschwīrī und Fariduddin Attar hatte at-Tirmidhī auch selbst Kontakt mit Chidr. Hudschwīrī erzählt unter Berufung auf at-Tirmidhīs Schüler Abū Bakr al-Warrāq, dass Chidr at-Tirmidhī jeden Sonntag besuchte und sie dann miteinander Gespräche führten. Attar erzählt in seiner Tadhkirat al-Auliya, dass Chidr at-Tirmidhī drei Jahre lang in seiner Jugend besucht und ihm Privatunterricht gegeben habe. In seinen eigenen Schriften erwähnt at-Tirmidhī einen solchen Umgang mit Chidr allerdings nicht.
At-Tirmidhī schrieb sich selbst den Rang des „Siegels der Gottesfreundschaft“ (ḫatm al-wilāya) zu. Darunter verstand er den höchsten geistlichen Nachfolger Mohammeds, „Spitze und Endpunkt der Heiligenhierarchie“. Später wurde diese Idee von Muhyī d-Dīn Ibn ʿArabī und anderen Sufis übernommen. Im frühen 19. Jahrhundert zum Beispiel nahm der nordafrikanische Sufi Ahmad at-Tidschānī für sich in Anspruch, das „Siegel der Gottesfreunde“ (ḫatm al-auliyāʾ) zu sein.

### Auseinandersetzung mit der Malāmatīya
At-Tirmidhī stand den introspektiven Methoden der Selbsterziehung, wie sie al-Muhāsibī (781–857) eingeführt hatte, kritisch gegenüber und korrespondierte darüber mit Abū ʿUthmān al-Ḥīrī (gest. 910), der von ungefähr 883 bis 910 der wichtigste Scheich der sogenannten Malāmatīya-Bewegung in Nischapur war. Ihm schrieb er in einem Brief: „Deine Briefe haben mich erreicht, mein Freund, Brief auf Brief, und du schreibst beständig von den Fehlern des Ich in der Gotteserkenntnis. Wenn es dir aber möglich ist, dich nicht mit den Fehlern des Ich abzugeben – denn alles das ist ja etwas, das nicht Gott ist – dann tu das!“ In seiner Kritik an der Konzentration auf die Schwächen des Ich stand at-Tirmidhī dem Sufi Abū Bakr al-Wāsitī (gest. 932) nahe, der solche Introspektion als „reinen Polytheismus“ bezeichnete.

## at-Tirmidhī, der „Weise“
Einige spätere sufische Autoren wie Abū ʿAbd ar-Rahmān as-Sulamī (gest. 1021) rechneten at-Tirmidhī den Sufis zu, allerdings kommen das Wort Sufi und seine Ableitungen (taṣauwuf, mutaṣauwifa, ṣūfīya) in at-Tirmidhīs eigenen Schriften nicht vor und auch die Zeitgenossen sahen ihn nicht als Sufi an. Der Sufi Dschaʿfar al-Chuldī (gest. 959) zum Beispiel soll auf die Nachfrage, ob er die Bücher at-Tirmidhīs sammele, geantwortet haben, dass er dies nicht tue, weil er at-Tirmidhī nicht den Sufis zurechne. Vielmehr gehört er der Gruppe der sogenannten Ḥukamāʾ an, „Weisen“ in Chorasan und Transoxanien, die die Kenntnis der hanafitischen Jurisprudenz, des Kalām, der Koranexegese und des Hadith sowie eigene spirituelle Erfahrungen kultivierten. Auf die Zugehörigkeit zu dieser Gruppe verweist auch at-Tirmidhīs Beiname al-Ḥakīm („der Weise“). Bernd Radtke, der zu den wichtigsten Erforschern der Schriften at-Tirmidhīs gehört, übersetzt diesen Begriff mit Theosoph. Weitere zeitgenössische Gelehrte, die diesen Beinamen führten, waren Abū Bakr al-Warrāq al-Hakīm (gest. 893) in Balch und Abū l-Qāsim Ishāq al-Hakīm (gest. 953) in Samarkand.
Der persische Sufi Hudschwīrī, der at-Tirmidhī sehr verehrte, spricht in seinem Werk Kašf al-maḥǧūb von einer „Schule“ at-Tirmidhīs, deren Mitglieder sich nach seinem Beinamen auf Persisch als ḥākimiyān bezeichneten.